# Rexpoëde
Rexpoëde település Franciaországban, Nord megyében. Lakosainak száma 1984 fő (2022. január 1.). Rexpoëde Killem, Warhem, West-Cappel, Bambecque és Oost-Cappel községekkel határos.

## Népesség
A település népessége az elmúlt években az alábbi módon változott:
| Lakosok száma | 2069 | 2052 | 2062 | 2001 | 1988 | 1977 | 2000 | 1992 | 1984 |
|               | 2013 | 2015 | 2016 | 2017 | 2018 | 2019 | 2020 | 2021 | 2022 |